# 진화경제학
진화경제학(進化經濟學, 영어: evolutionary economics)은 주류 경제학의 일부일 뿐만 아니라 진화 생물학에서 영감을 받은 비주류 경제학이다. 주류 경제학과 마찬가지로 복잡한 상호 의존성, 경쟁, 성장, 구조적 변화, 예산 제약을 강조하지만 이러한 현상을 분석하는데 사용되는 접근 방식이 다르다.
진화 경제학은 진화 방법론을 사용하여 경험과 상호 작용에서 다양한 행위자의 행동을 통해 기업, 기관, 산업, 고용, 생산, 무역, 성장을 위해 경제를 변형시키는 과정에 대한 연구를 다룬다. 진화 경제학은 경쟁 대안보다 발생한 비용에 대해 더 많은 생존 가치를 발견하고 축적하는 다양한 아이디어를 생성하고 테스트함으로써 기술 및 제도적 혁신 과정의 해방을 분석한다. 증거는 경제적 효율성을 정의하는 적응 효율성이 될 수 있음을 시사한다. 주류 경제 추론은 희소성과 합리적인 행동(즉, 개인 복지를 극대화하는 것으로 모델링된 행동)의 가정으로 시작하며, 수학적 최적화에서 모든 행동에 대한 합리적인 선택은 직접적인 실행이다. 복잡성 경제학의 발전 분야에서 경제 시스템을 진화적 시스템으로 취급하는 것에 대한 새롭게 관심이 생기고 있다.
진화 경제학은 선택 대상이나 의사 결정자의 특성을 고정된 것으로 간주하지 않는다. 오히려 그 초점은 경제를 내부로부터 변화시키는 비평형 과정과 그 의미에 있다. 그 과정은 차례로 경험과 상호 작용에서 배울 수 있고 그 차이가 변화에 기여하는 제한된 합리성을 가진 다양한 행동에서 나타난다. 이 주제는 보다 최근에 진화 게임 이론과 Charles Darwin의 진화적 방법론, 순환 및 누적 인과 관계의 비평형 경제학 원리에 관한 것이다. 목적론적이거나 필연적으로 인간 조건을 개선하는 것으로 경제적 변화에 대한 초기 개념을 제거하는 것은 자연주의적이다.
다른 접근은 합리적 선택 이론의 불일치와 편향과 같은 문제를 설명하기 위해 주장되는 경제학에 진화 심리학 원리를 적용하는 것이다. 효용과 같은 기본 경제 개념은 조상 환경에서 진화적 적합성을 극대화했지만, 현재 환경에서는그 선호가 동일하지 않다는 점을 통해 관찰할 수 있다.

## 인물
19세기 중반에 칼 마르크스는 인간의 본성이 일정하지 않고, 사회 시스템의 본성을 결정하지 않는다는 개념을 도입함으로써 역사적 발전 단계의 도식을 제시했다. 오히려 그는 인간의 행동이 그것이 일어난 사회 경제적 시스템의 기능이라는 것을 원칙으로 삼았다.
마르크스는 경제 시스템의 발전을 전제로 하여 경제 발전 이론을 수립했다. 특히, 역사가 흐르면서 우월한 경제 체제가 열등한 경제 체제를 대체하게 될 것이라고 했다. 열등한 시스템은 장기적으로 생존할 수 없도록 만드는 내부 모순과 비효율에 시달렸다. 마르크스는 봉건제는 자본주의로 대체되었으며, 이는 결국 사회주의로 대체될 것이라고 했다.
거의 동시에 Charles Darwin은 작고 무작위적인 변이가 시간이 지남에 따라 축적되어 완전히 새로운 형태(종분화)의 출현을 초래한 대규모 변화로 우세해질 수 있는 모든 과정을 이해하기 위한 일반적인 프레임워크를 개발했다.
그 직후 미국의 실용주의 철학자(Peirce, James, Dewey)의 작업과 심리학과 인류학이라는 두 가지 새로운 학문이 설립되었으며, 둘 다 다양한 행동 패턴에 대한 설명 프레임워크를 분류하고 개발하는 데 중점을 두었다. 실질적인 경제 문제의 분석을 위해, 보다 현대적인 프레임워크의 개발을 거의 불가피하게 만드는 실제와 이론을 융합시켰다.

### 베블런
베블런 (1898)은 진화 경제학(evolutionary economics)이라는 용어를 만들었다. 그는 이 지적인 격동기의 한가운데서 그의 경력을 시작했으며, 젊은 학자로서 다음 세기와 그 이후의 사회과학의 양식과 본질을 형성하게 된 다양한 운동의 주요 인물들과 직접 접촉했다. 베블런은 접근 방식에서 문화적 다양성을 고려해야 할 필요성을 보았다. 보편적인 인간 본성은 인류학이라는 새로운 과학이 예외라기 보다는 오히려 규칙으로 보여주었던 다양한 규범과 행동을 설명할 수는 없었다. 그는 산업적, 금전적, 의례적 가치 사이의 갈등을 강조했으며 이 베블레니안 이분법은 후기 작가들의 손에서 "의식/도구적 이분법"으로 해석되었다(Hodgson 2004).
베블런은 모든 문화가 물질적으로 기반을 두고 있으며 "생활 과정"을 지원하는 도구와 기술에 의존하는 반면, 동시에 모든 문화는 계층화된 지위 구조("비열한 구별")를 갖고 있는 것으로 나타났다. 그룹 생활의 "도구적"("기술적"이라고 읽음) 측면의 명령. "의식"은 과거와 관련이 있으며 부족 전설을 따르고 지원했다. "instrumental"은 미래의 결과를 통제할 수 있는 능력으로 가치를 판단하는 기술적 명령을 지향했다. " Veblenian dichotomy"는 John Dewey에 의한 " 도구적 가치 이론"의 특수한 변형이었다.
틀림없이 Veblen의 가장 중요한 작품에는 그의 가장 유명한 작품(레저 계급 이론, 기업 기업 이론)이 포함되지만 이에 국한되지는 않지만 그의 모노그래프 Imperial Germany and Industrial Revolution과 1898년 에세이는 둘 다 다음 세대의 사회 과학자 들을 위한 연구 의제를 형성하는 데 영향을 미쳤다. TOLC와 TOBE는 함께 신고전파적 한계주의적 소비 이론과 생산 이론에 대한 대안적 구성을 구성한다. 둘 다 가치 평가 원칙의 핵심인 그의 이분법에 기반을 두고 있다. 의식 활동 패턴은 과거에 국한되지 않고 현재 제도의 기반이 되는 일련의 특정 이점과 편견을 낳은 과거와 관련이 있다. "도구적" 판단은 새로운 기준에 따라 이익을 창출하므로 본질적으로 전복적이다. 이 분석 라인은 1920년대 오스틴에 있는 텍사스 대학의 Clarence E. Ayres에 의해 보다 완전하고 명시적으로 개발되었다.

알치안(1950)의 획기적인 기사는 불확실성과 불완전한 정보에 직면한 기업의 적응적 성공이 이윤 극대화를 적절한 모델링 가정으로 대체한다고 주장했다. 볼딩은 Kenneth Boulding의 Evolutionary Perspective에서 알 수 있듯이 사회 과학의 진화론적 방법을 옹호한 사람 중 한 사람이었다. 애로, 코스, 노스는 이 업적으로 노벨 경제학상을 수상했다.
좀 더 좁게는 Jack Downie와 Edith Penrose의 작업은 한 산업의 기업 수준에서 진화에 대해 생각하는 사람들에게 많은 통찰력을 제공한다.
20세기 전반부를 살았던 슘페터는 The Theory of Economic Development (1911, 번역 1934)라는 책의 저자였다. 그가 모국어로 사용했던 발달 이라는 단어에 대해 독일어 "Entwicklung"은 발달 또는 진화로 번역될 수 있다는 점에 주목하는 것이 중요하다. 당시 번역자들은 프랑스어 "développement"에서 "development"라는 단어를 사용했으며, 이는 Darwin이 사용한 "진화"와 반대이다. (Schumpeter는 하버드 교수로서 후기 영어 저작에서 "진화"라는 단어를 사용했다.) 현재 통용되는 용어는 경제발전이다.
슘페터의 책에서 그는 그 시대에 급진적인 아이디어인 진화론적 관점을 제안했다. 그는 "정상적인 경제 문제"와 같은 일반적인 거시경제적 균형의 가정에 자신의 이론을 기반으로 했다. 이 균형은 혁신을 도입하려는 기업가에 의해 영구적으로 파괴되고 있다. 혁신(즉, 파괴적 기술)의 성공적인 도입은 경제 생활의 정상적인 흐름을 방해한다. 왜냐하면 이미 존재하는 기술과 생산 수단의 일부가 경제 내에서 자리를 잃게 하기 때문이다.

## 현재 논의 상황
진화 경제학의 신흥 분야에 대한 주요 공헌 중 하나는 Richard Nelson과 Sidney G. Winter의 An Evolutionary Theory of Economic Change의 출판이었다. 이 저자들은 분석을 위한 프레임워크를 제안하면서 기술과 일상의 변화 문제에 주로 초점을 맞추었다. 경제에서 변화가 끊임없이 일어난다면 일종의 진화 과정이 작용하고 있어야 하며, 이 과정이 본질적으로 다윈주의적이라는 제안이 있었다.
그런 다음 선택을 제공하고 변이를 생성하며 자체 복제를 설정하는 메커니즘을 식별해야 한다. 저자 들은 경제 과정의 진화 적인 측면을 강조 하고 고전 경제학에서 유행하는 안정 상태의 개념 과 대조 하기 위해 꾸준한 변화라는 용어를 도입했다. 그들의 접근 방식은 사회학의 인구 생태학 또는 조직 생태학 접근 방식과 비교 및 대조될 수 있다. 보다 최근에 Nelson, Dosi, Pyka, Malerba, Winter 및 기타 학자들은 진화 경제학의 최첨단 업데이트를 제안했다.
프리드먼은 시장 이 주요 선택 수단으로 작용한다고 제안했다. 기업이 경쟁함에 따라 실패한 경쟁자는 적절한 시장 점유율을 확보하지 못하고 파산하고 퇴출해야 한다. 경쟁 기업의 다양성은 제품과 관행 모두에서 시장과 일치한다. 제품과 관행 모두 기업이 사용하는 루틴에 의해 결정된다. 즉, 지속적으로 구현되는 표준화된 행동 패턴이다. 이러한 일상을 모방함으로써 기업은 이를 전파하고 성공적인 관행의 상속을 확립한다. 이 프로세스의 일반 이론은 Kurt Dopfer, John Foster 및 Jason Potts에 의해 마이크로 메조 매크로 프레임워크로 제안되었다.
생활 과정의 일부인 경제적 과정은 본질적으로 진화적이다. 생활 과정을 설명하는 진화 방정식에서 고정 비용 및 변동 비용과 같은 경제 과정의 주요 요인에 대한 분석 공식을 유도할 수 있다. 서로 다른 종류의 환경에서 서로 다른 특성을 가진 경제적 실체의 경제적 수익 또는 경쟁력을 계산할 수 있다. 환경의 변화는 다양한 경제 주체와 시스템의 경쟁력을 변화시킨다. 이것은 경제 시스템의 진화 과정이다.
최근 몇 년 동안 진화 모델은 적용 환경에서 의사 결정을 지원하고 최적의 제품 설계 및 서비스 포트폴리오 다양화와 같은 문제에 대한 솔루션을 찾는 데 사용되었다.

## 통일성장론 이후의 진화
인류 역사의 과정에서 경제 발전 과정에서 진화력의 역할은 지난 수십 년 동안 탐구되었다. Oded Galor와 Omer Moav는 세계 경제가 침체에서 성장으로 전환하는 데 진화의 힘이 중요한 역할을 했다는 가설을 발전시켰으며, 이는 개발 기간 동안 역사적 및 선사 시대 조건이 인간 특성의 구성 진화에 미친 지속적인 영향을 강조했다.
Galor와 Moav는 맬서스의 압력(Malthusian pressure)이 인구의 규모와 구성을 결정했다고 주장했다. 경제적 환경과 상보적인 형질을 가진 혈통은 소득이 높을수록 번식 성공률이 높았고, 이러한 형질의 불가피한 번식은 성장 과정을 촉진하여 궁극적으로 침체기에서 지속 성장의 현대 시대로 도약하는 데 기여했다.

### 아동 상태의 진화
Galor와 Moav는 맬서스 시대 동안 자연 선택이 아동에 대한 보급을 증폭시켜 인적 자본 형성, 기술 진보, 인구 통계학적 전환의 시작, 지속적인 경제성장에 영향을 주었다고 주장했다.
이 진화론과 그 기본 메커니즘에 대한 검증 가능한 예측은 경험적으로 그리고 정량적으로 확인되었다. 특히, 1608-1800년 기간 동안 퀘벡에 살았던 50만 명의 족보 기록은 적당한 번식력과 그에 따른 아동의 질에 대한 투자 경향이 장기적인 번식 성공에 유익했음을 시사한다. 이 발견은 출산율이 높을수록 자녀의 결혼 연령, 교육 수준 및 생식 연령까지 생존할 가능성에 대한 부정적인 영향을 반영한다.

### 시간 선호도의 진화
Oded Galor와 Omer Ozak은 인류 역사의 과정에서 시간 선호의 진화를 조사한다. 그들은 맬서스 시대에 농업 투자에 대한 더 높은 수익에 유리한 농업 특성이 선택, 적응 및 학습 과정을 촉발하여 사회의 개인들 사이에서 장기 지향의 보급을 증가시켰다는 가설을 실증적으로 설정한다. 그들은 또한 기술 채택, 교육, 저축 및 흡연과 같은 경제적 및 인간 행동의 현대적 차이와 관련되어 전 세계적으로 이러한 농업 특성의 변화를 확립한다.

### 손실 회피의 진화
Oded Galor와 Viacheslav Savitskiy는 손실 회피 현상의 진화적 기초를 탐구한다. 그들은 손실 회피의 진화가 가용 자원이 생계 소비에 매우 가까웠던 시기에 인간이 점진적으로 기후 충격과 번식 성공에 대한 비대칭 효과를 적응시킨 진화 과정을 반영한다는 것을 이론화하고 경험적으로 확인한다. 특히, 기후 변동성이 큰 지역의 후손인 개인 및 민족 그룹은 손실 중립적인 경향이 있는 반면 기후 조건이 공간적으로 더 상관관계가 있는 지역에서 시작된 개인 및 민족 그룹은 손실 회피 성향이 더 크다는 것을 확인했다.

### 위험 회피의 진화
Oded Galor와 Stelios Michalopoulos는 기업가 정신의 공진화와 장기적 경제 발전 과정을 조사한다. 특히, 그들은 개발 초기 단계에서 위험을 감수하는 기업가적 특성이 진화론적 이점을 생성했으며 이 특성의 보급 증가가 성장 과정의 속도를 증폭시켰다고 주장한다. 그러나 개발의 고급 단계에서 위험 회피는 진화적인 이점을 얻었고 국가 간 수렴에 기여했다.

## 진화심리학
다른 접근은 합리적 선택 이론의 불일치와 편향과 같은 문제를 설명하기 위해 주장되는 경제학에 진화 심리학 원리를 적용하는 것이다. 효용과 같은 기본 경제 개념은 조상 환경에서 진화적 적합성을 극대화했지만 현재 환경에서는 반드시 그런 것은 아닌 일련의 생물학적 선호도의 관점에서 더 잘 설명될 수 있다. 다시 말해, 효용을 약속하는 행동/결정(예: 케이크 한 조각에 손을 대는 것)에 대한 선호도는 그러한 결정의 적응적 이점(예: 칼로리 섭취 극대화)으로 인해 조상 환경에서 형성되었다. 손실 혐오는 자원의 감소가 죽음을 의미할 수 있는 생계 수준에서 생활할 때 합리적인 것으로 설명될 수 있으며 따라서 이익보다 손실에 더 큰 가치를 두는 것이 합리적일 수 있다.
사람들은 때때로 상호 이타주의 및 협동적 행동을 위한 그룹 선택과 같은 메커니즘으로 설명될 수 있는 경제 이론에 의해 예측된 것보다 더 협력적이고 이타적이다. 남성이 여성보다 번식 성공률이 더 다양하기 때문에 진화적 접근 방식은 남성이 여성보다 덜 위험을 회피하는 것과 같은 그룹 간의 차이를 설명할 수도 있다. 성공적이지 못한 위험 추구는 암수 모두의 번식 성공을 제한할 수 있지만, 수컷은 잠재적으로 성공적인 위험 추구의 암컷보다 번식 성공을 훨씬 더 높일 수 있다. 빈도 의존적 선택은 부정 행위의 수가 증가함에 따라 부정 행위가 점점 덜 성공적인 전략이 되는 협력 행동과 같은 특성에서 사람들이 다른 이유를 설명할 수 있다.
경제 이론은 현재 가치, 분배 및 성장에 대한 올바른 이론에 대한 강한 불일치가 특징이다. 이것은 또한 현대의 취향과 선호도에 대한 진화론적 설명을 찾으려는 시도에도 영향을 미친다. 예를 들어, 가치와 분배에 대한 신고전파 이론의 수용은 인간이 조상의 환경과 매우 다른 현재 환경의 경제학에 대한 직관적인 이해가 부족하다는 주장 뒤에 있다. 논쟁은 조상 환경 에 무역, 분업, 자본재 가 상대적으로 적었을 가능성 이 있다는 것이다. 기술 변화는 매우 느렸고 부의 차이는 훨씬 작았으며 많은 가용 자원의 소유는 다양한 형태의 착취로 인해 큰 불평등이 발생하는 제로섬 게임이었을 것이다. 따라서 인간은 자유 무역의 이점(보호주의를 요구함), 자본재의 가치(노동 가치 이론을 매력적으로 만들기)에 대한 직관적인 이해가 부족할 수 있으며 기술 개발의 이점을 직관적으로 과소평가할 수 있다.
노동에 대한 수요는 실질 임금의 감소 함수이고 소득 차이는 개인 기여(노동 또는 저축)의 다양한 한계 생산성을 반영한다는 신고전파 테제를 동일하게 수용하는 것은 자본주의 이전 사고 모델의 지속성이 가용 일자리의 수를 총 일자리 수가 고정되어 있는 제로섬 게임으로 보는 경향을 설명하여 사람들이 최저임금법이 일자리 수를 감소시킨다는 사실을 깨닫지 못하거나 다른 분야의 일자리 증가가 국가는 필연적으로 자국의 일자리 수를 감소시킬 뿐만 아니라 큰 소득 불평등을 생산성의 개인차 때문이 아니라 착취 때문으로 보는 경향이 있다. 따라서 이것은 특히 개인 유권자가 개인의 투표가 거의 중요하지 않기 때문에 직관에 의존하는 대신 사회 경제학을 연구하려는 노력을 기울일 유인이 거의 없고 정치가가 부정확하지만 널리 통용되는 직관적인 견해에 반대하는 입장을 취하는 것이 옳다.
대부분의 비신고전파 사상학파는 보호무역주의에 대한 요구가 반드시 잘못된 것이라고 판단하지 않으며, 최저임금법이 일자리 수를 감소시킨다는 데 동의하지 않으며, 노동가치론에 의해 불완전하게 표현되고 현대 마르크스주의자들이 보다 엄격하게 주장하는 기본 직관을 거부하지 않을 것이다. Sraffian 이론(즉, 착취는 자본주의 아래서도 존재한다는 것), 따라서 이 특정한 진화론적 주장을 엄격하게 시장 경제의 작동에 대한 의심스러운 이론에 의존한다고 판단할 것이다.

## 같이 보기
- 복잡계 경제학
- 문화경제학
- 비주류 경제학
- 제도경제학
- 신고전파 경제학
- 창조적 파괴
- 진화심리학
- 과학적 사회주의
- 보편적 다윈이론
- 소스타인 베블런